# Hoquei sobre gel als Jocs Olímpics d'hivern de 1952
Als Jocs Olímpics d'Hivern de 1952 celebrats a la ciutat d'Oslo (Noruega) es disputà una prova d'hoquei sobre gel en categoria masculina.
La competició tingué lloc entre els dies 15 i 25 de febrer de 1952 al Jordal Amfi Arena, així com a les instal·lacions olímpiques de Dæhlenenga, Kadettangen, Marienlyst i Lillestrøm. La classificació final del campionat disputat en aquests Jocs Olímpics és vàlida com a 19è Campionat del Món d'hoquei sobre gel i com a 30è Campionat d'Europa d'hoquei sobre gel.

## Comitès participants
Hi participaren un total de 146 jugadors de 9 comitès nacionals diferents:
| - Alemanya (15) - Canadà (16) - Estats Units (15) - Finlàndia (17) - Noruega (17) |  | - Polònia (16) - Suècia (16) - Suïssa (17) - Txecoslovàquia (17) |

## Resum de medalles
| Or | Argent | Bronze |
| CanadàRalph Hansch · Eric Paterson · George Abel · John Davies · William Dawe · Robert Dickson · Donald Gauf · William Gibson · Robert Meyers · David Miller · Thomas Pollock · Gordon Robertson · Allan Purvis · Louis Secco · Francis Sullivan · Robert Watt | Estats UnitsRichard Desmond · Donald Whiston · Ruben Bjorkman · Leonard Ceglarski · Joseph Czarnota · Andre Gambucci · Clifford Harrison · Gerald Kilmartin · John Mulhern · John Noah · Arnold Oss · Robert Rompre · James Sedin · Allen Van · Kenneth Yackel | SuèciaThord Flodqvist · Lars-Åke Svensson · Göte Almqvist · Hans Andersson-Tvilling · Stig Andersson-Tvilling · Åke Andersson · Lars Björn · Göte Blomqvist · Erik Johansson · Gösta Johansson · Rune Johansson · Sven Johansson-Tumba · Holger Nurmela · Hans Öberg · Lars Pettersson · Sven Thunman |

## Medaller
| Posició | País         | Or | Argent | Bronze | Total |
| 1       | Canadà       | 1  | 0      | 0      | 1     |
| 2       | Estats Units | 0  | 1      | 0      | 1     |
| 3       | Suècia       | 0  | 0      | 1      | 1     |
|         |              |    |        |        |       |
| Total   | Total        | 1  | 1      | 1      | 3     |

## Resultats

### Competició
Es realitzà una competició de tots contra tots:
| 15 de febrer | Noruega        | 2-3 (1-0, 0-2, 1-1)  | Estats Units   |
| 15 de febrer | Suècia         | 9-2 (2-0, 5-2, 2-0)  | Finlàndia      |
| 15 de febrer | Txecoslovàquia | 8-2 (3-1, 2-1, 3-0)  | Polònia        |
| 15 de febrer | Canadà         | 15-1 (6-1, 7-0, 2-0) | Alemanya       |
| 16 de febrer | Suïssa         | 12-0 (2-0, 2-0, 8-0) | Finlàndia      |
| 16 de febrer | Noruega        | 0-6 (0-2, 0-2, 0-2)  | Txecoslovàquia |
| 16 de febrer | Estats Units   | 8-2 (1-0, 3-1, 4-1)  | Alemanya       |
| 16 de febrer | Suècia         | 17-1 (1-0, 9-1, 7-0) | Polònia        |
| 17 de febrer | Noruega        | 2-4 (1-2, 0-1, 1-1)  | Suècia         |
| 17 de febrer | Suïssa         | 6-3 (4-1, 2-2, 0-0)  | Polònia        |
| 17 de febrer | Canadà         | 13-3 (6-2, 5-0, 2-1) | Finlàndia      |
| 17 de febrer | Txecoslovàquia | 6-1 (0-0, 2-1, 4-1)  | Alemanya       |
| 18 de febrer | Estats Units   | 8-2 (1-0, 6-0, 1-2)  | Finlàndia      |
| 18 de febrer | Canadà         | 11-0 (6-0, 3-0, 2-0) | Polònia        |
| 18 de febrer | Noruega        | 2-7 (0-4, 2-2, 0-1)  | Suïssa         |
| 18 de febrer | Suècia         | 7-3 (3-2, 0-0, 4-1)  | Alemanya       |
| 19 de febrer | Canadà         | 4-1 (1-1, 1-0, 2-0)  | Txecoslovàquia |
| 19 de febrer | Estats Units   | 8-2 (4-1, 3-0, 1-1)  | Suïssa         |
| 20 de febrer | Polònia        | 4-4 (1-1, 3-1, 0-2)  | Alemanya       |
| 20 de febrer | Noruega        | 2-5 (0-2, 2-2, 0-1)  | Finlàndia      |
| 21 de febrer | Estats Units   | 2-4 (0-1, 0-0, 2-3)  | Suècia         |
| 21 de febrer | Canadà         | 11-2 (4-0, 5-0, 2-2) | Suïssa         |
| 21 de febrer | Txecoslovàquia | 11-2 (4-1, 3-0, 4-1) | Finlàndia      |
| 21 de febrer | Noruega        | 2-6 (0-0, 1-1, 1-5)  | Alemanya       |
| 22 de febrer | Finlàndia      | 5-1 (1-0, 2-0, 2-1)  | Alemanya       |
| 22 de febrer | Txecoslovàquia | 8-3 (0-2, 2-1, 6-0)  | Suïssa         |
| 22 de febrer | Estats Units   | 5-3 (1-0, 2-0, 2-3)  | Polònia        |
| 22 de febrer | Canadà         | 3-2 (1-2, 1-0, 1-0)  | Suècia         |
| 23 de febrer | Suècia         | 5-2 (1-1, 4-0, 0-1)  | Suïssa         |
| 23 de febrer | Noruega        | 2-11 (2-5, 0-3, 0-3) | Canadà         |
| 23 de febrer | Polònia        | 4-2 (2-2, 0-0, 2-0)  | Finlàndia      |
| 23 de febrer | Estats Units   | 6-3 (2-1, 4-0, 0-2)  | Txecoslovàquia |
| 24 de febrer | Txecoslovàquia | 4-0 (2-0, 2-0, 0-0)  | Suècia         |
| 24 de febrer | Suïssa         | 6-3 (1-1, 3-1, 2-1)  | Alemanya       |
| 24 de febrer | Noruega        | 3-4 (2-1, 1-1, 0-2)  | Polònia        |
| 24 de febrer | Canadà         | 3-3 (2-0, 1-2, 0-1)  | Estats Units   |

Partit per la medalla de bronze
| 25 de febrer | Suècia | 5-3 (0-2, 1-1, 4-0) | Txecoslovàquia |

### Classificació final i campionat del món
|   | Equip          | PJ | G | E | P | GF | GC | Dif | Pts |
| - | -------------- | -- | - | - | - | -- | -- | --- | --- |
| 1 | Canadà         | 8  | 7 | 1 | 0 | 71 | 14 | +57 | 15  |
| 2 | Estats Units   | 8  | 6 | 1 | 1 | 43 | 21 | +22 | 13  |
| 3 | Suècia         | 8  | 6 | 0 | 2 | 48 | 19 | +29 | 12  |
| 3 | Txecoslovàquia | 8  | 6 | 0 | 2 | 47 | 18 | +29 | 12  |
| 5 | Suïssa         | 8  | 4 | 0 | 4 | 40 | 40 | 0   | 8   |
| 6 | Polònia        | 8  | 2 | 1 | 5 | 21 | 56 | -35 | 5   |
| 7 | Finlàndia      | 8  | 2 | 0 | 6 | 21 | 60 | -39 | 4   |
| 8 | Alemanya       | 8  | 1 | 1 | 6 | 21 | 53 | -32 | 3   |
| 9 | Noruega        | 8  | 0 | 0 | 8 | 15 | 46 | -31 | 0   |

### Campionat d'Europa
|   | Equip          |
| - | -------------- |
| 1 | Suècia         |
| 2 | Txecoslovàquia |
| 3 | Suïssa         |
| 4 | Polònia        |
| 5 | Finlàndia      |
| 6 | Alemanya       |
| 7 | Noruega        |